# Cheilotrichia (Empeda) areolata
Cheilotrichia (Empeda) areolata is een tweevleugelige uit de familie steltmuggen (Limoniidae). De soort komt voor in het Palearctisch en Nearctisch gebied.